# Cheick Sako
Pour les articles homonymes, voir Sako.
Cheick Sako, né en Guinée, est un avocat, une personnalité politique guinéenne et ancien Ministre d'État, ministre de la Justice dans le Gouvernement Said Fofana (2), Youla et Gouvernement Kassory I de 2014 à sa démission le 20 mai 2019,.

## Biographie
Originaire de Siguiri, Cheick Sako est avocat au barreau de Montpellier, fonction qu'il exerce pendant plus de vingt-cinq ans, et comme assistant, puis maître-assistant à la faculté de droit de l'université de Montpellier. Il est membre du Conseil de l'ordre de 1998 à 2000 et délégataire de plusieurs bâtonniers français sur l'Afrique.
Il est également président de l'association des Juristes sans frontières à Montpellier.